# كفار عصيون

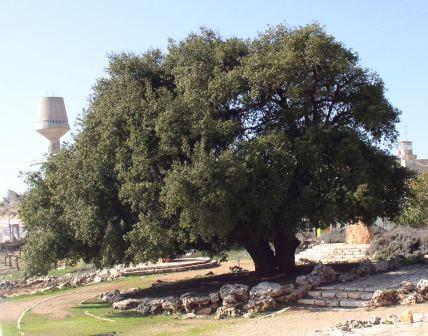
شجرة البلوط الوحيدة في مستعمرة كفار عصيون

كفار عصيون منطقة تقع إلى الجنوب من مدينة بيت لحم. كانت إبان الحكم الأردني موقعا لقيادة لواء حطين وكتيبة عبد الله بن رواحة.
أما الآن ففيها معسكر للجيش الإسرائيلي ومعتقل يزج به الفلسطينيين المطلوبين. والمعتقل مكون من أربع غرف صغيرة مساحتها 2.5 متر عرضا و2.5 متر طولا. بالإضافة إلى زنزانتين بعرض 1.5 متر طولا ومثلها عرضا. بالإضافة إلى غرف التحقيق. ويعد من أكثر المعتقلات اكتظاظا. أنشأت في كفار عصيون مستوطنة إسرائيلية عام 1967 وعلى حسب إدعائهم أنهم أرغموا على تركها بعد أحداث ثورة البراق في فلسطين.

## معرض صور

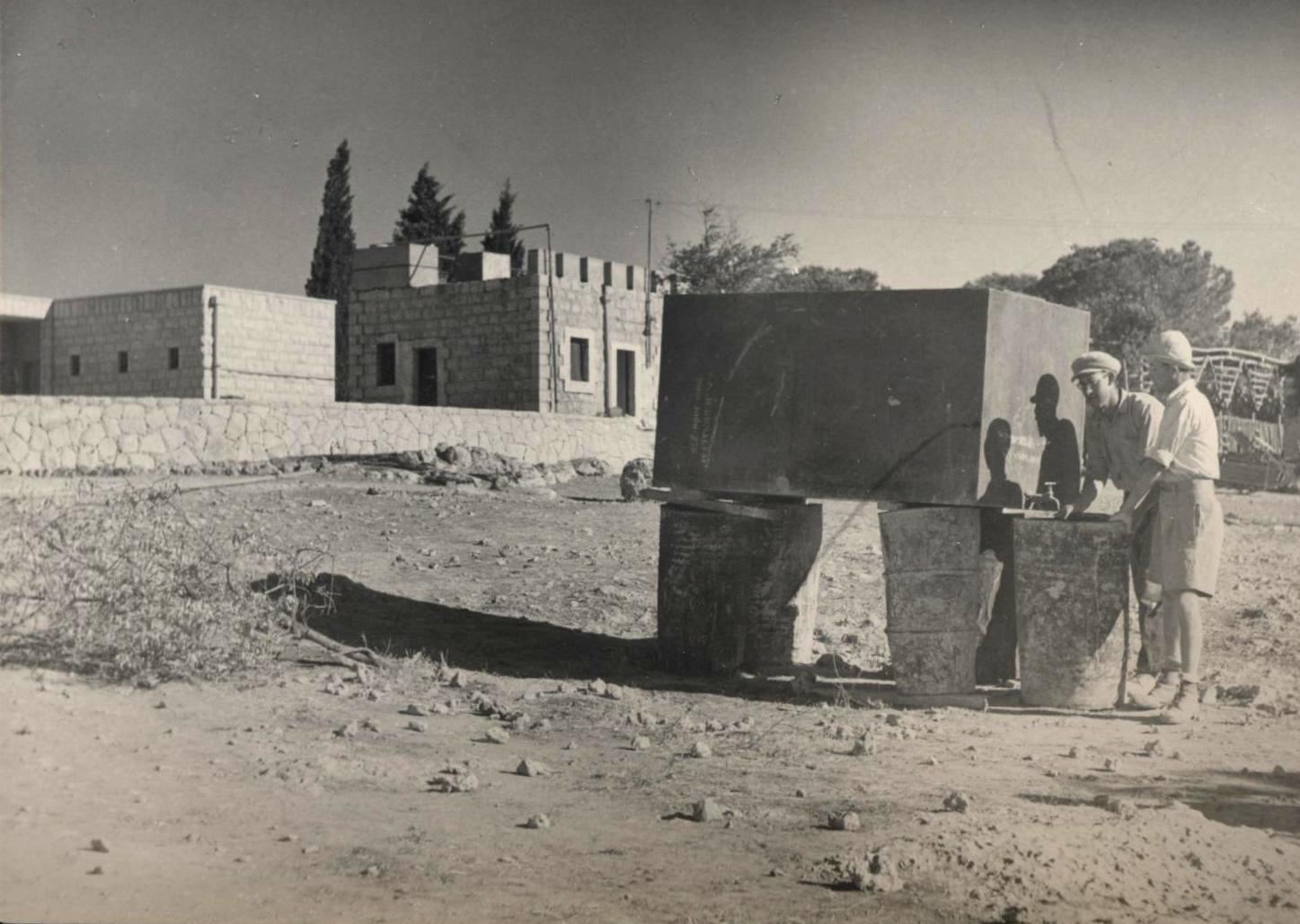
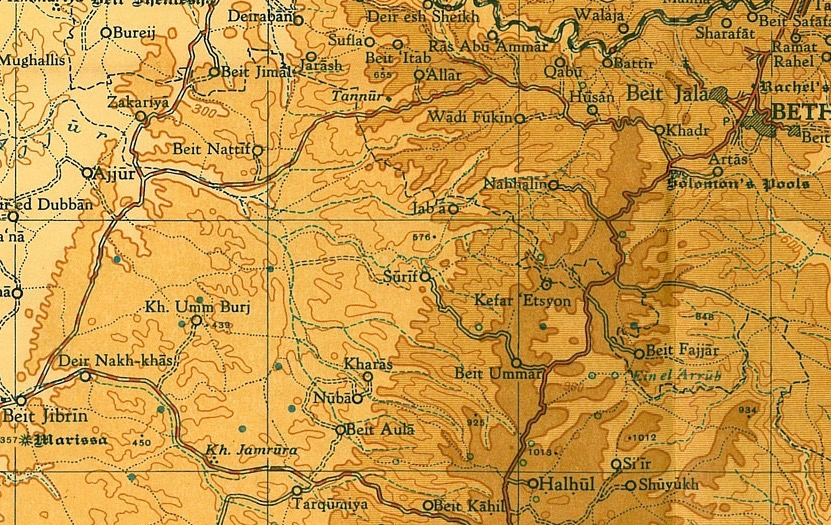
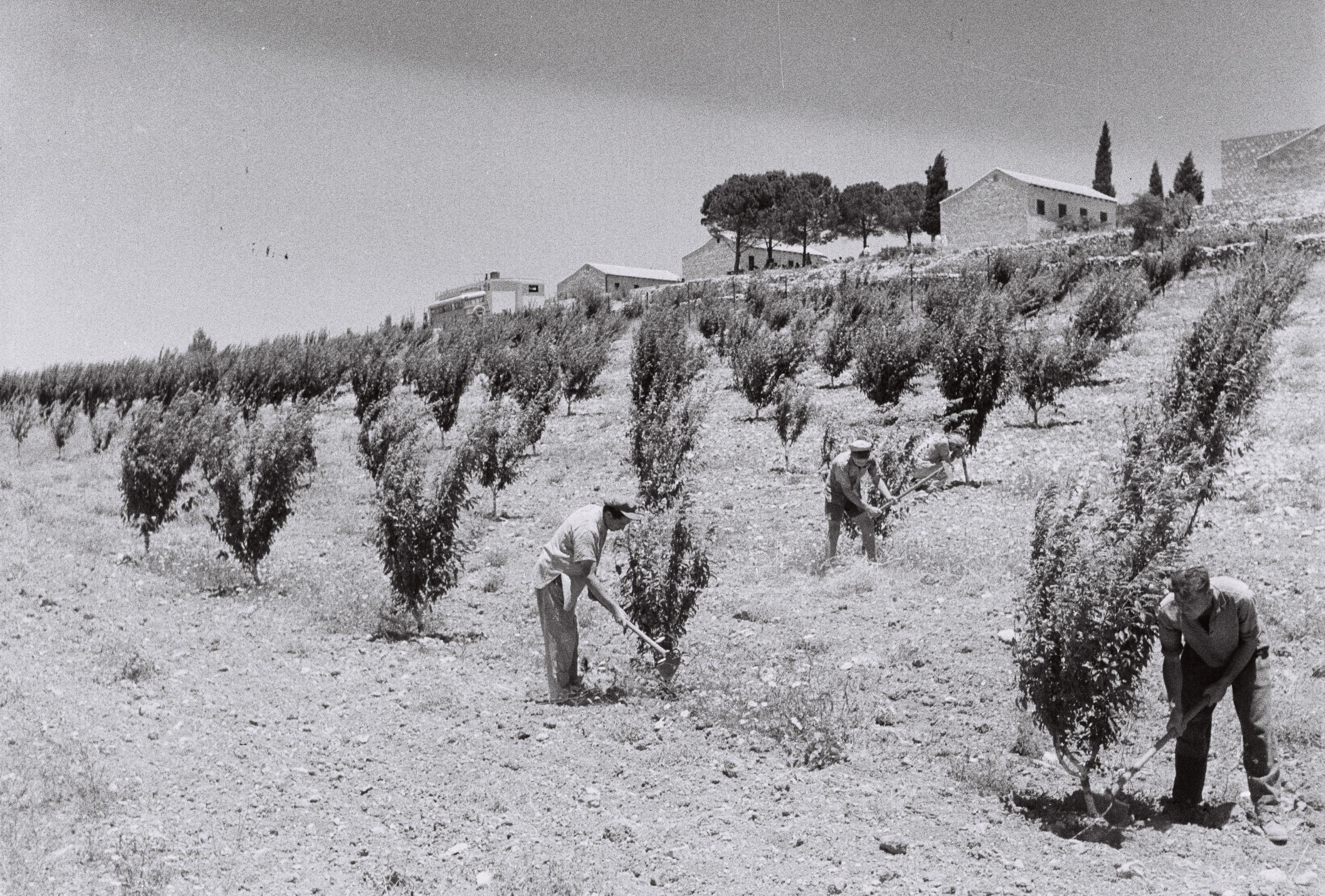
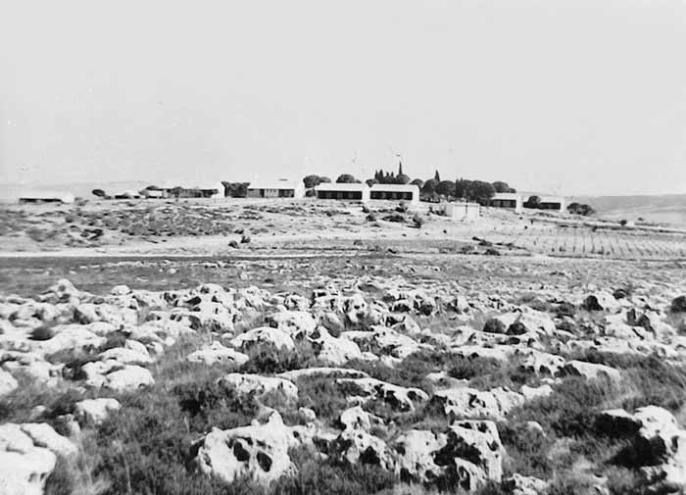